# Doggerland

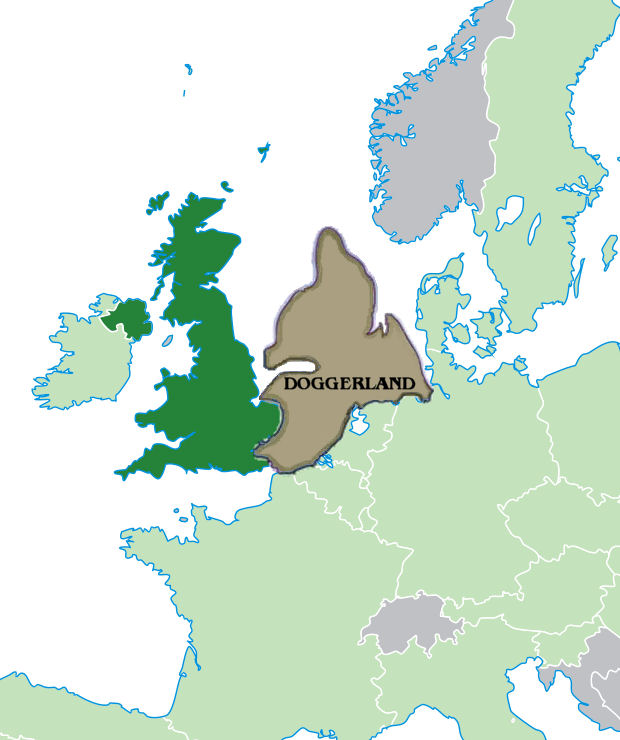
Doggerlands troliga utsträckning för 10 000 år sedan, med övriga landområden i sin nuvarande utsträckning.

Samma område som på ovanstående bild, men med de dåvarande kustlinjerna utsatta.

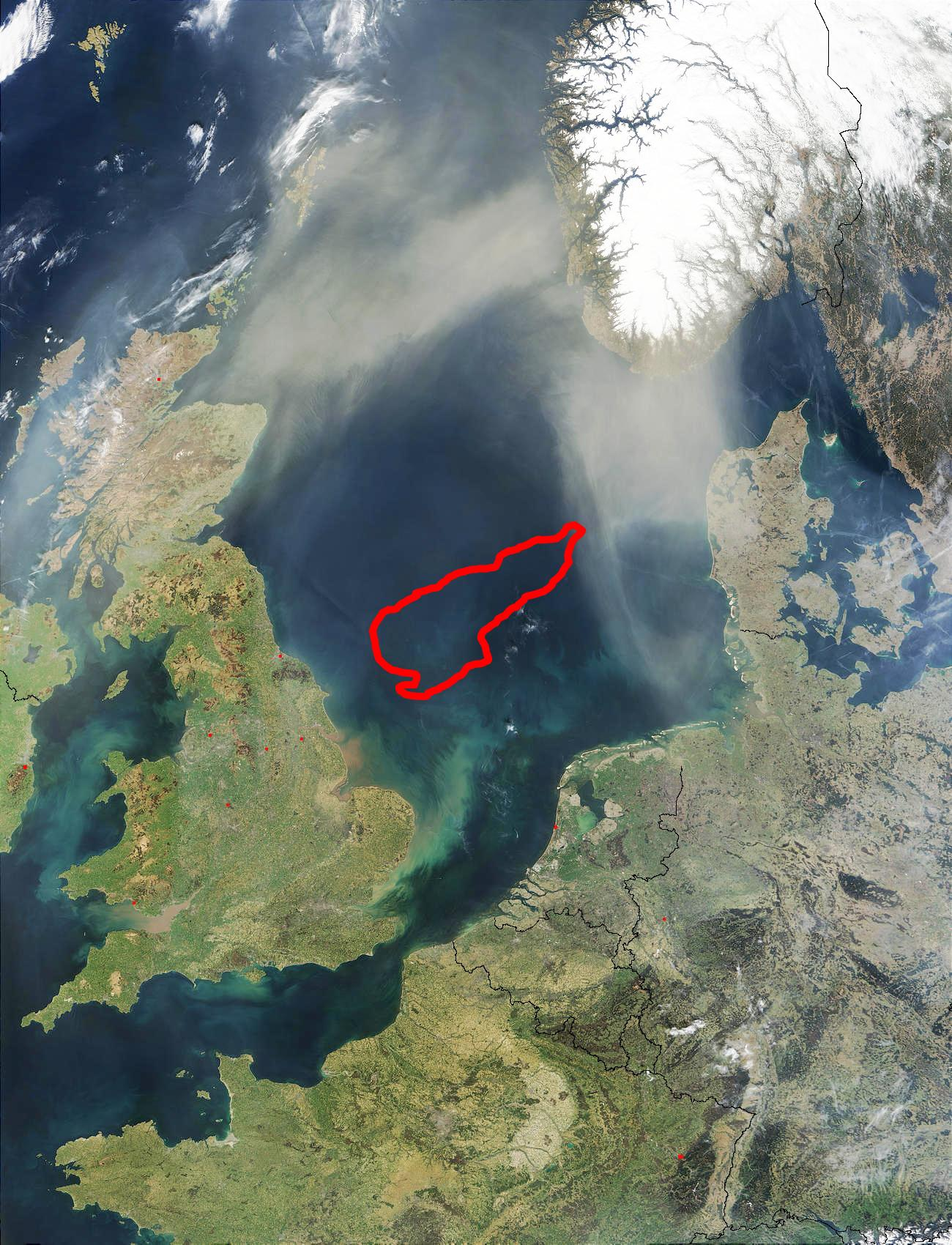
Nordsjön med Doggers bankar i rött.

Doggerland var en gång i tiden ett landområde i  Nordsjön under den senaste istiden och flera tusen år efter istidens slut. Landmassan utgjorde först en landförbindelse mellan Storbritannien och Danmark. Ungefär  för 6000–7000 år sedan började de sista mest höglänta delarna, nuvarande Doggers bankar, försvinna.

## Utbredning
Under den senaste istiden var vattenståndet upp till 120 meter lägre än idag och då sträckte sig en landmassa, nu kallad Doggerland, där vi nu finner Nordsjön. Landområdet förband Danmark med Storbritannien och det hade sin största utbredning för omkring 20 000 år sedan när istiden var som kyligast. Området kan då ha sträckt sig så långt som till Shetlandsöarna. Mellan Doggerland och Norge fanns en ränna med hav, kallad Norska rännan, och mellan Shetlandsöarna och staden Bergen låg berg som nu har fått namnet Vikingabergen.
Allteftersom temperaturen steg så steg havsytan, enligt vissa beräkningar 1,25 meter per hundra år, och Doggerland blev mindre. Det kvarvarande området blev mer och mer dominerat av våtmarker. För 8 100 år sedan inträffade det så kallade Storeggaskredet, ett omfattande skred på botten av havet mellan Island och Norge i höjd med Trondheim. Storeggaskredet orsakade den största kända tsunamin i norra Europa med tre till fyra meter höga vågor i höjd med Doggerland. Vågorna måste ha sköljt över stora delar av området, utom i de mest höglänta delarna (nuvarande Doggers bankar). För cirka 6-7000 år sedan fanns lite eller inget kvar av landmassan Doggerland.

## Levnadsbetingelser
Sannolikt var Doggerland en av de bästa miljöerna för jägare i Europa efter istidens slut med god jakt, gott fiske och floder med färskvatten. Under istiden fanns djur som mammut och ren. När klimatet blev varmare förändrades tundralandskapet gradvis till skogar av ädellövträd och bytesdjuren blev istället hjort och vildsvin.
Forskarna vet ännu inte hur stor del av befolkningen som överlevde det så kallade Storeggaskredet. Enligt arkeologiska utgrävningar återvände ingen till Doggerland efteråt.

## Fynd
Ostronfiskare hittade redan på 1800-talet rester av mammutar och renar i vattnen utanför England. År 1931 drog en fisketrålare upp en hullingförsedd harpunspets av horn vars ålder fastslogs till 12 000 år och efter det har fiskare, dykare, arkeologer och geologer gjort fler fynd som visar hur människor levde på Doggerland och med hjälp av data från oljebolag har Doggerland kunnat kartläggas bättre. Man har bland annat hittat en massgrav med mammutar, stående stenar, murar, fossiliserade trädstubbar och en sannolik begravningsplats för människor. Fragment av en 40 000 år gammal  neandertalskalle trålades upp 15 km utanför den nederländska kusten 2009.

## I kulturen
Maria Adolfsson utkom 2018 med en deckare, Felsteg, och 2019 med uppföljaren Stormvarning, som båda utspelar sig på Doggerland i modern tid. I boken finns delar av området kvar som öar över havsytan. Doggerland är här en självständig stat med drag både av Skandinavien och av  Storbritannien.